# Achille Pierre Henri Picot de Dampierre
Pour les articles homonymes, voir Dampierre.
Achille Pierre Henri Picot de Dampierre, né le 20 août 1775 à Paris, mort le 30 mai 1802 à Saint-Domingue, est un général français de la Révolution française.

## Biographie
Il est le fils du général Auguste Marie Henri Picot de Dampierre (1756-1793) et le 9 mai 1793, il est aide-de-camp de son père lors de la mort de celui-ci.

## États de service
Il entre comme élève à l’école de Brienne en 1784, il est nommé sous-lieutenant au 5e régiment de dragons en 1791. Le 7 avril 1793, il est nommé colonel provisoire au 3e régiment de chasseurs à cheval. Après la mort de son père, il est mis en non activité.
Il est réintégré en 1800, comme colonel des troupes à cheval, et le 14 juin 1800, il commande un détachement de 300 hommes à la bataille de Marengo, où il est fait prisonnier.
Libéré, il rejoint l’armée d’observation du Midi, et en décembre 1801, il participe à Expédition de Saint-Domingue. Il est affecté à la division Desfourneaux en février 1802, puis à la division Clauzel. Il est promu général de brigade le 21 mai 1802.
Il meurt le 30 mai 1802 à Saint-Domingue.